# Posadas (kommun)
Posadas är en kommun i Spanien.   Den ligger i provinsen Province of Córdoba och regionen Andalusien, i den södra delen av landet, 300 km söder om huvudstaden Madrid. Antalet invånare är 7 594. Arean är 160 kvadratkilometer. Posadas gränsar till Almodóvar del Río, Fuente Palmera, Hornachuelos och Villaviciosa de Córdoba. 
Terrängen i Posadas är platt åt sydväst, men åt nordost är den kuperad.